# 八重姫 (徳川吉孚正室)
八重姫（やえひめ、元禄2年1月18日（1689年2月7日） - 延享3年6月17日（1746年8月3日））は、水戸藩第3代藩主徳川綱條の世嗣徳川吉孚の正室。茶人鷹司有隣軒の長女。母は家女房。関白鷹司兼熙の養女、後に江戸幕府第5代将軍徳川綱吉の養女。院号は初め養仙院、死後随性院。

## 生涯
徳川綱吉の御台所鷹司信子（浄光院）の大姪にあたり、父有隣軒の兄である伯父兼熙の養女となったのち、元禄4年（1691年）9月15日、3歳で綱吉の養女となるため江戸に下向した。綱吉の4人の養女のうち、最初に迎えたのが八重姫であった。元禄10年（1697年）2月に正式に綱吉の養女となり、同年4月18日水戸藩主徳川綱條の世嗣・吉孚と婚約した。吉孚の義祖父である光圀はこの縁組を喜ばなかったという。翌元禄11年（1698年）6月13日、11歳で水戸藩小石川邸に入輿した。
宝永5年（1708年）2月1日、一女・美代姫を産む。女子とはいえ将軍の孫にあたり、18日には御台所信子が小石川邸に来臨して八重姫を見舞った。しかし、翌宝永6年（1709年）10月12日、吉孚が藩主に就かないまま25歳で死没した。八重姫は落飾して養仙院と号した。吉孚の兄弟は全て早世していたため、吉孚の一人娘である美代姫が次代の藩主御簾中となることが綱條によって決められた。
宝永7年（1710年）7月5日、目白邸に居を移し、幕府より移転の費用として5千両を賜っている。正徳元年（1711年）11月、綱條の養嗣子として支藩高松藩より軽麻呂改め鶴千代（後の宗堯）が迎えられる。享保3年（1718年）に綱條が死去し、宗堯が4代藩主となった。享保8年（1723年）11月21日、16歳となった美代姫は宗堯と結婚し、御簾中となった。
この間、養父母である綱吉と浄光院は相次いで死去し、綱吉の甥の6代家宣、その子の7代家継、そして紀州家から迎えられた8代吉宗と将軍は変わったが、八重姫は将軍家の養女として江戸城大奥へ登り、交流を持っていた。特に、宝永6年（1709年）5月の家宣の将軍宣下の際、正徳3年（1713年）1月の家継の将軍宣下前、そして享保元年（1716年）8月の吉宗の将軍宣下後に、美代姫を同伴して大奥登城を行っている。将軍の代替りごとに、美代姫を将軍に御目見させていたのであり、美代姫の立場を暗に世間に披露するためだったと思われる。
享保13年（1728年）、美代姫は嫡男・鶴千代（宗翰）を産んだが、2年後に宗堯が26歳で死去し、数え3歳の鶴千代が5代藩主となった。享保19年（1734年）1月23日、八重姫は美代姫とともに7歳の鶴千代を連れ、大奥にて将軍吉宗と親しく対面し、玩具などを賜った。
また、寛保2年（1742年）11月、将軍吉宗の四男・一橋宗尹と、八重姫の叔父一条兼香の娘・俊姫が婚礼する際、俊姫は八重姫の養女となり、水戸藩駒込邸の八重姫の住居より輿入れした。なお、孫の宗翰の御簾中には、同じく一条兼香の娘・千代姫（絢君）を迎えている。
延享3年5月18日に美代姫が死去し、その1か月後の6月17日に八重姫が死去した。享年58。母と祖母を続けて亡くした宗翰は深く悲しんだという。死後、院号を改め随性院とした。
墓所は寛永寺。養母である浄光院の側に葬られた。